# Die HolidayChecker
Die HolidayChecker war eine TV-Serie von Sat.1 Schweiz. Im TV-Reisemagazin prüften die beiden Moderatorinnen Tanja Gutmann und Nina Heinemann Ferienangebote auf der ganzen Welt.
Die ab Januar 2012 ausgestrahlte erste Staffel erreichte insgesamt über eine Million Zuschauer und konnte damit einen für Sat.1 Schweiz überdurchschnittlich hohen Marktanteil von bis zu 7 % erzielen.

## Struktur und Themen
Im Vordergrund der TV-Serie standen Ferienangebote, Ferienerlebnisse und Abenteuer, die sich mit einem durchschnittlichen Reisebudget realisieren liessen. Luxushotels und teure Extravaganzen bildeten gemäss Sender eher eine Ausnahme. In den 10 Folgen der ersten Staffel wurden von den beiden Moderatorinnen u. a. Gran Canaria, Ägypten, Thailand, die Dominikanische Republik und Mauritius bereist, für die zweite Staffel waren auch Reisedestinationen in den USA und Afrika vorgesehen und der Anteil an Abenteuer-Checks wurde ausgebaut. Auch Trendsportarten wie Paragleiten, Wakeboarden und Blokarten wurden von den beiden Moderatorinnen getestet.

## Folgen und Sendetermine
Die erste Staffel wurde von November 2011 bis Ende Februar 2012 hergestellt und ab Januar 2012 ausgestrahlt. Von März bis August 2012 wurde die zweite Staffel hergestellt, die von Juli bis September ausgestrahlt wurde.

## Hintergrundinformationen
Pro Destination vor Ort waren jeweils Gutmann und Heinemann sowie drei Kamera-Teams. Parallel zu den TV-Dreharbeiten wurde vor Ort zusätzlicher Web-Content aufgezeichnet, der nur auf der Website der Sendung zugänglich war.